# 허정욱
허정욱(許晶旭, 1965년 8월 4일 ~ )은 전 KBO 리그 야구 선수의 투수이다. 제물포고 시절 창단하여 배출했던 선수이며, 1989년 고려대를 졸업하고 프로 데뷔했으며 입단 당시 신인왕 후보까지 거론됐으나 그 해 동계훈련에서 당한 어깨부상 탓인지 1991년 7승(4선발승)을 기록한 것을 제외하면 이렇다할 활약을 보이지 못했고   1994년 은퇴했다. SK 와이번스 스카우트를 거쳐 팀은 인수한 현재 SSG 랜더스이다.

## 출신학교
- 대헌중학교
- 제물포고등학교
- 고려대학교 (1985학번)